# Iglesia de San Gil Abad (Benifairó de los Valles)
La iglesia de San Gil Abad es una iglesia parroquial de finales del siglo XVIII situada en la localidad valenciana de Benifairó de los Valles (España). Se trata de un edificio declarado Bien de Relevancia Local según la Disposición Adicional Quinta de la Ley 5/2007, del 9 de febrero, de la Generalidad Valenciana.
Se trata de un templo de estilo barroco con influencia aragonesa, con tres naves con crucero y bóveda de cañón con lunetos. Cuenta con una cúpula con pechinas decoradas con frescos y con linterna. En la capilla de la comunión, donde se encuentra la patrona de la localidad, la Virgen del Buen Suceso, hay otra cúpula ovalada. Las columnas que sustentan el templo son de orden corintio. Tiene una fachada barroca, con influencias tardobarrocas y neoclásicas.
La torre campanario, exenta al templo, es de principios del siglo XIX. Cuenta con tres cuerpos; el superior con campanil con cuatro oberturas con arco de medio punto y columnas geminadas. En la parte superior hay una terraza. Las campanas fueron restauradas a finales del siglo XX, y no fueron destruidas durante la Guerra Civil por su uso para anunciar los cambios de riego de las acequias.

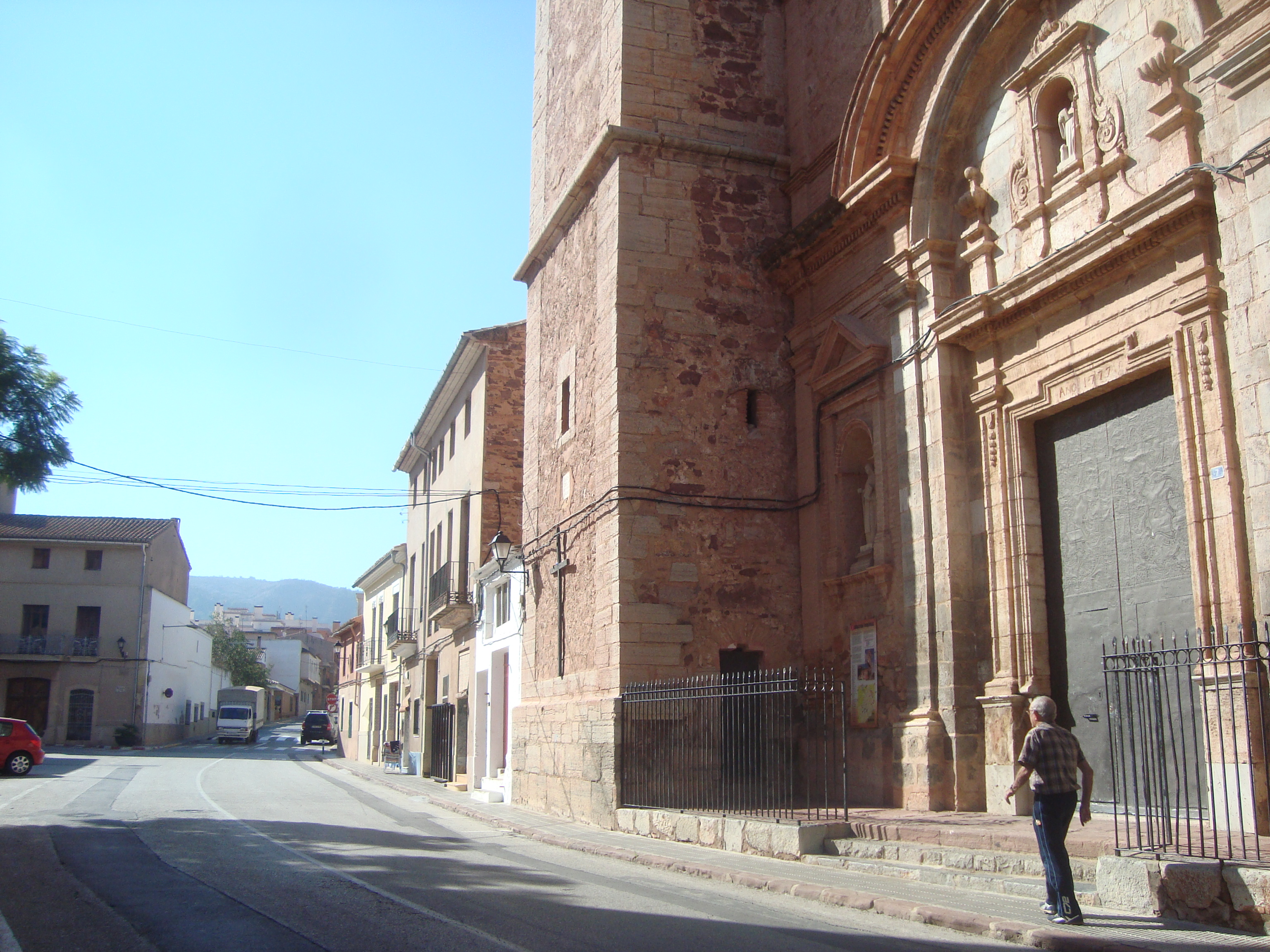
Benifairó de les Valls (Camp de Morvedre, València).